# Sanawad
Sanawad é uma cidade e um município no distrito de West Nimar, no estado indiano de Madhya Pradesh.

## Geografia
Sanawad está localizada a 22° 11′ N, 76° 04′ L. Tem uma altitude média de 178 metros (583 pés).

## Demografia
Segundo o censo de 2001, Sanawad tinha uma população de 34 131 habitantes. Os indivíduos do sexo masculino constituem 52% da população e os do sexo feminino 48%. Sanawad tem uma taxa de literacia de 69%, superior à média nacional de 59,5%: a literacia no sexo masculino é de 76% e no sexo feminino é de 62%. Em Sanawad, 14% da população está abaixo dos 6 anos de idade.